# ابوالحسن لحیانی
ابوالحسن، علی بن مبارک لَحیانی (؟ - ۸۳۵م) زبان‌شناس نحوی عراقی بود. او را همراه کسایی کوفی از بزرگان مکتب کوفی نحو می‌دانند که از برای بسیاری نقل‌ها و تدوین‌هایش در علم لغت شهرت داشته است.